# Uvariodendron pycnophyllum
Uvariodendron pycnophyllum är en kirimojaväxtart som först beskrevs av Friedrich Ludwig Diels, och fick sitt nu gällande namn av Robert Elias Fries. Uvariodendron pycnophyllum ingår i släktet Uvariodendron och familjen kirimojaväxter. IUCN kategoriserar arten globalt som starkt hotad. Inga underarter finns listade i Catalogue of Life.